# Verteiler (Schriftverkehr)
Als Verteiler wird im Schriftverkehr eine Liste von Empfängern eines Schriftstücks bezeichnet, die auf dem Schriftstück aufgeführt sind. Die Gestaltung des Verteilers im deutschsprachigen Schriftverkehr ist in DIN 5008 geregelt.

## Verwendung
Ein Verteiler ist besonders bei Geschäftsbriefen, Memos, Protokollen und im behördlichen Schriftverkehr üblich. Heute findet zumindest in der geschäftlichen Kommunikation der Schriftverkehr überwiegend per E-Mail statt, dementsprechend werden E-Mail-Verteiler eingesetzt.
Die Liste der Empfänger eines Verteilers können entweder namentlich (Hr. Müller, Fr. Lehmann usw.) oder nach Funktion (Ltr. Verkauf, Ltr. Rechtsabteilung usw.) benannt werden. Im Sekretariat der versendenden Organisationseinheit oder spätestens in der Poststelle werden vom zu verteilenden Schriftstück entsprechend der Größe des Verteilers eine Anzahl von Kopien hergestellt, adressiert und per Hauspost, Behördenpost oder Postunternehmen versandt.
Bei Schriftstücken, die der Geheimhaltung unterliegen – zum Beispiel als Geheimnis im militärischen Bereich – hat der Verteiler zusätzlich zur Steuerung der Kommunikation die Funktion der Verbreitungskontrolle. Dazu wird der Verteiler als nummerierte Liste gestaltet und jede Kopie erhält eine Ausfertigungsnummer gemäß der Position im Verteiler. Auch die zweite und folgende Seiten des Schriftstücks erhalten eine Kopfzeile, in der neben der Seitennummer die Ausfertigungsnummer notiert ist. Sollte ein solches Schriftstück an nichtberechtigte Empfänger geraten und dies bekannt werden, so kann anhand der Ausfertigungsnummer festgestellt werden, von welchem Adressaten das Schriftstück ursprünglich stammt.

## Gestaltung
Gemäß DIN 5008 (Anlagen- und Verteilervermerke) wird in Deutschland der Verteilervermerk auf der ersten Seite eines Geschäftsbriefes oder Dokumentes linksbündig unterhalb von Unterschrift und Anlagevermerk aufgeführt. Zwischen Anlagevermerk und Verteilervermerk soll sich eine Leerzeile befinden. Das Wort „Verteiler“ wird durch Fettschrift hervorgehoben. Vor der Berücksichtigung von elektronischer Textverarbeitung durch die DIN-Norm war dafür die Unterstreichung mit Schreibmaschine vorgesehen. Die Namen werden direkt unterhalb des Wortes „Verteiler“ aufgeführt.
In den USA regelt der Standard ANSI/NISO Z39.18 (Distribution List) die Gestaltung von Verteilern. Dort ist festgelegt, dass sich der Verteiler für Berichte am Ende des Schriftstücks hinter dem Index (bzw. hinter dem Glossar, falls kein Index vorhanden ist) befindet. Der Verteiler ist im Teil der internen Empfänger (intern bedeutet innerhalb der versendenden Organisation) absteigend hierarchisch sortiert. Externe Empfänger werden alphabetisch nach Organisation sortiert.